# GP van Duitsland MX1 2006
De Grote Prijs van Duitsland 2006 in de MX1-klasse motorcross werd gehouden op 7 mei 2006 op het circuit van Teutschenthal. Het was de vierde Grote Prijs van het wereldkampioenschap. 
Met zijn drie voornaamste rivalen, Joshua Coppins, Sébastien Tortelli en Mickaël Pichon nog steeds buiten strijd omwille van blessures of ziekte, versterkte Stefan Everts zijn positie in het wereldkampioenschap met overwinningen in beide reeksen, na een duel met resp. Kevin Strijbos en Tanel Leok.
Tijdens de opwarming kwam de Brit Stephen Sword ten val en brak zijn rechterenkel. 

## Uitslag eerste reeks
| Plaats | Naam              | Land |
| ------ | ----------------- | ---- |
| 1      | Stefan Everts     | BEL  |
| 2      | Kevin Strijbos    | BEL  |
| 3      | Jonathan Barragán | ESP  |
| 4      | Cédric Melotte    | BEL  |
| 5      | Ken De Dycker     | BEL  |
| 6      | Tanel Leok        | EST  |
| 7      | Julien Bill       | SUI  |
| 8      | Pascal Leuret     | FRA  |
| 9      | Steve Ramon       | BEL  |
| 10     | Marvin Van Daele  | BEL  |

## Uitslag tweede reeks
| Plaats | Naam                  | Land |
| ------ | --------------------- | ---- |
| 1      | Stefan Everts         | BEL  |
| 2      | Tanel Leok            | EST  |
| 3      | Ken De Dycker         | BEL  |
| 4      | Kevin Strijbos        | BEL  |
| 5      | Steve Ramon           | BEL  |
| 6      | Brian Jørgensen       | DEN  |
| 7      | Pascal Leuret         | FRA  |
| 8      | Julien Bill           | SUI  |
| 9      | Francisco García Vico | ESP  |
| 10     | Manuel Priem          | BEL  |

## Eindstand Grote Prijs
| Plaats | Naam              | Land | Punten |
| ------ | ----------------- | ---- | ------ |
| 1      | Stefan Everts     | BEL  | 50     |
| 2      | Kevin Strijbos    | BEL  | 40     |
| 3      | Tanel Leok        | EST  | 37     |
| 4      | Ken De Dycker     | BEL  | 36     |
| 5      | Steve Ramon       | BEL  | 28     |
| 6      | Pascal Leuret     | FRA  | 27     |
| 7      | Julien Bill       | SUI  | 27     |
| 8      | Brian Jørgensen   | DEN  | 25     |
| 9      | Jonathan Barragán | ESP  | 20     |
| 10     | Manuel Priem      | BEL  | 19     |
| 11     | Marvin Van Daele  | BEL  | 19     |

## Tussenstand wereldkampioenschap
| Plaats | Naam                  | Land | Punten |
| ------ | --------------------- | ---- | ------ |
| 1      | Stefan Everts         | BEL  | 192    |
| 2      | Tanel Leok            | EST  | 152    |
| 3      | Kevin Strijbos        | BEL  | 138    |
| 4      | Ken De Dycker         | BEL  | 133    |
| 5      | Jonathan Barragán     | ESP  | 117    |
| 6      | Steve Ramon           | BEL  | 111    |
| 7      | Sébastien Tortelli    | FRA  | 99     |
| 8      | Pascal Leuret         | FRA  | 93     |
| 9      | Cédric Melotte        | BEL  | 84     |
| 10     | Manuel Priem          | BEL  | 72     |
| 11     | Julien Bill           | SUI  | 67     |
| 12     | Francisco García Vico | ESP  | 57     |
| 13     | Antti Pyrhönen        | FIN  | 55     |
| 14     | Brian Jørgensen       | DEN  | 52     |
| 15     | Marvin Van Daele      | BEL  | 50     |
| 16     | James Noble           | GBR  | 49     |
| 17     | Stephen Sword         | GBR  | 40     |
| 18     | Danny Theybers        | BEL  | 39     |
| 19     | Wyatt Avis            | RSA  | 21     |
| 20     | Gordon Crockard       | IRL  | 17     |